# Зармайр
Зармайр Айказуни (арм. Զարմայր Հայկազունի) — 29-й легендарный царь Древней Армении в 1192—1180 гг. до н. э. из династии Хайкидов, сын Оро, отец Арама. Зармайр вместе с армянским войском участвовал в Троянской войне на стороне троянцев.

## Правление
Отцом Зармайра был Оро (арм. Հորո [Horo]), правивший в 1197—1194 гг. до н. э. После его смерти Зармайр занял армянский престол. Согласно Микаэлу Чамчяну время царствования Зармайра — 1194—1180 гг. до н. э..
В правление Зармайра армянские войска приняли участие в Троянской войне на стороне Приама. Зармайр погиб под стенами Трои. Его смерть послужила причиной долгих волнений в Армении, которая не оставляла надежды освободиться от ассирийской зависимости.

### Участие в Троянской войне
Традиционные сведения об этих исторических реалиях сохранились в «Истории Армении» М.  Хоренаци, где упоминается ассирийский царь Тевтам (арм․ Տևտամոս),  чей исторический период совпадает с Салманассаром I, который после заваевания Армении։ Зармайра, один из армянских вождей (по-армянски: зарм - род и айр - мужчина, буквально - вождь племени) с армянским и эфиопским (предположительно речь идет о смуглакожих эламитах) войском  отправил в Троаду  для оказания военной помощи Приаму в Троянской войне ( 1260 г. до н.э.). В те годы упоминания о завоевании Армении Ассирией имеются и в надписи ассирийского царя Салманасара I (1280-1261 до н. э.), где Салманасар сообщает, что во время своего похода на север, среди других стран, он завоевал также страну Наири (Армения).
Из работ армянских историков становится ясно, что именно Зармайр был тем армянским царем, который участвовал и погиб в Троянской войне. Например, согласно Мхитару Айриванци, Зармайр правил в то время, когда «римлянами правил Эней», то есть около 1230—1190 гг. до н. э.). Из этого следует, что царем упомянутых Рамзесом II территорий «илиун или ариуна» мог быть Зармайр.

## Зармайр в литературе
- «Смерть наапета Зармайра», Рафаэл Патканян.